# Rajon Dubăsari
Der Rajon Dubăsari ist ein Rajon in der Republik Moldau. Die Rajonshauptstadt ist Cocieri. Teile des Rajons liegen in de facto von Transnistrien kontrolliertem Gebiet.

## Geographie
Der Rajon liegt im Osten des Landes. De facto spaltet der Rajon Transnistrien in zwei Teile, weswegen es immer wieder zu politischen Konflikten zwischen der Regierung in Tiraspol und der Zentralregierung in Chișinău kommt.

## Geschichte
Das Gebiet des heutigen Rajons war bis 2003 Teil des Județ Chișinău. Bei der Verwaltungsneugliederung 2003 wurde der Rajon Dubăsari in der heutigen Form festgelegt.
2013 legte der transnistrische Präsident Jewgeni Schewtschuk in einem Dekret fest, dass der Ort Varnița zu Transnistrien gehöre, was seitdem zu Problemen führt.
Im Jahr 2014 lobbyierten Bewohner des Dorfes Doroțcaia dafür, dass ihr Dorf Transnistrien beitritt.

## Politik
Lange Zeit war das Rajon Dubăsari eine Hochburg der Partei der Kommunisten der Republik Moldau. Zur Parlamentswahl in der Republik Moldau 2021 gewann jedoch die liberalkonservative Partei der Aktion und Solidarität die meisten Stimmen in dem Rajon.

## Bevölkerung
1959 lebten im Gebiet des heutigen Rajons 31.281 Einwohner. In den darauf folgenden Jahrzehnten blieb die Zahl der Einwohner stabil: von 31.812 im Jahr 1970 über 31.141 im Jahr 1979 bis zu 31.447 im Jahr 1989. Bis 2004 stieg die Bevölkerungszahl des Rajons entgegen der allgemeinen Bevölkerungsentwicklung Moldaus, sodass sie in jenem Jahr 34.015 betrug. Bis 2014 sank sie auf 29.271 ab.